# Storie da un altro mondo
Storie da un altro mondo (Visions of Fantasy: Tales from the Masters, letteralmente "Visioni di fantasy: racconti dei maestri") è un'antologia di racconti di genere fantasy curata da Isaac Asimov e Martin H. Greenberg e pubblicata dalla casa editrice Doubleday nel 1989. È stata tradotta in italiano da Arnoldo Mondadori Editore nel 1990, come uscita n. 17 della collana di letteratura per l'infanzia Superjunior.

## Contenuti
Il volume propone un'introduzione di Asimov e dodici racconti brevi afferenti a vari filoni del macro-genere fantasy, composti nell'arco di quarant'anni ed apparsi sia in antologie tematiche sia sulle pagine di alcune delle maggiori riviste statunitensi di narrativa fantastica. L'edizione italiana taglia il racconto "Povero piccolo sabato" ("Poor Little Saturday", 1956) di Madeline L'Engle, l'ottavo testo su dodici nella disposizione originale, poiché proposto da Asimov anche nell'antologia Storie di giovani fantasmi, già tradotta sempre da Mondadori come uscita n. 16 della collana Superjunior.
Per tutti i testi, la traduzione italiana è di Laura Cangemi.
- «Introduzione» («Introduction») DI Isaac Asimov
- "Il piccolo cavaliere di draghi" ("The Smallest Dragonboy") di Anne McCaffrey; nell'antologia Science Fiction Tales, a cura di Roger Elwood, Rand McNally & Company, 1973[1].
- "Un messaggio da Charity" ("A Message from Charity") di William M. Lee; in The Magazine of Fantasy and Science Fiction novembre 1967.
- "Il settimo mandarino" ("The Seventh Mandarin") di Jane Yolen; prima edizione come albo illustrato per Seabury Press, 1970.
- "Le voci di El Dorado" ("The Voices of Eldorado") di Howard Goldsmith; nell'antologia Horror Tales: Spirits, Spells & the Unknown, a cura di Roger Elwood, Rand McNally & Company, 1974.
- "La scatola" ("The Box") di Bruce Coville; nell'antologia Dragons & Dreams: A Collection of New Fantasy and Science Fiction Stories, a cura di Martin H. Greenberg, Charles G. Waugh e Jane Yolen, Harper & Row, 1986.
- "Il lago" ("The Lake") di Ray Bradbury; in Weird Tales maggio 1944.
- "Una dozzina di tutto" ("A Dozen of Everything") di Marion Zimmer Bradley; in Fantastic aprile 1959.
- "La favola dei tre principi" ("The Fable of the Three Princes") di Isaac Asimov; nell'antologia Spaceships & Spells, a cura di Martin H. Greenberg, Charles G. Waugh e Jane Yolen, Harper & Row, 1987.
- "Lettere dal campeggio estivo" ("Letters from Camp") di Al Sarrantonio; nell'antologia Space Mail, Volume II, a cura di Isaac Asimov, Martin H. Greenberg e Charles G. Waugh, Fawcett Crest, 1982.
- "Quelle cose che fanno «quack, quack»" ("Things That Go Quack in the Night") di Lewis Shiner ed Edith Shiner; in Isaac Asimov's Science Fiction Magazine gennaio 1983.
- "Voci nel vento" ("Voices in the Wind") di Elizabeth S. Helfman; nell'antologia Spaceships & Spells, a cura di Martin H. Greenberg, Charles G. Waugh e Jane Yolen, Harper & Row, 1987.